# Список підвидів ведмедя бурого
Список підвидів ведмедя бурого — це список сучасних та вимерлих підвидів ведмідь бурий (Ursus arctos). Вид історично поширений на величезній території (Європа, Азія, Північна Африка, Північна Америка) і морфологічно є дуже мінливим. Тому, опираючись лише на морфологічні ознаки, було описано багато підвидів. Зокрема, Голл (Hall) у 1981 році наводить 86 підвидів. Згодом, для визначення підвиду стали використовувати молекулярний аналіз. Станом на 2005 рік наукова спільнота визнала 15 існуючих або нещодавно вимерлих підвидів. Більшість раніше описаних підвидів є лише окремими популяціями ведмедя бурого.

## Список

### Палеарктичні види
| Підвид                                                                   | Зображення | Поширення | Коментар |
| ------------------------------------------------------------------------ | ---------- | --- | --- |
| Ursus arctos arctos — ведмідь бурий європейський                         |            | Номінальний підвид. Поширений у Європі, на заході Росії та на Кавказі.                                               | Підвид має темно-коричневе забарвлення хутра, чорні кігті та порівняно великі розміри. |
| Ursus arctos beringianus — ведмідь бурий Беринга (камчатський)           |            | Поширений на Камчатському півострові та Курильських островах.                                                        | Дуже великий ведмідь із широкою мордою. Загалом забарвлення темне, деякі тварини виглядають майже чорнувато-коричневими.                                                                                            |
| Ursus arctos collaris — ведмідь бурий сибірський                         |            | Поширений у Сибіру, на півночі Монголії, північному сході Казахстану, північному заході Китаю.                       | Забарвлення хутра темне, хоча трапляються і світліші особини. Тіло середнього розміру з пропорційно більшим черепом, ніж у номінального підвиду.                                                                    |
| †Ursus arctos crowtheri — ведмідь атласький                              |            | Підвид був поширеним в Атлаських горах (на півночі Марокко, Алжиру, Лівії). Останнього ведмедя вбили у 1870-х роках. | |
| Ursus arctos isabellinus — ведмідь бурий тянь-шанський, або гімалайський |            | Непал, Північна Індія, Пакистан                                                                                      | Хутро піщано-коричневого забарвлення, шерсть зі сріблястими кінчиками волосся. Відносно великі вуха. Розміри тіла порівняно менші.                                                                                  |
| Ursus arctos pruinosus — ведмідь бурий тибетський                        |            | Тибетське плато | Ведмідь середнього розміру з довгим густим хутром. Трапляються як темні, так і світлі кольори хутра. Хутро навколо шиї, грудей і плечей жовтувато-коричневе або білувате і часто утворює комір. Вуха досить великі. |
| Ursus arctos lasiotus — ведмідь бурий уссурійський                       |            | Далекий Схід Росії, Японія, Корея                                                                                    | Ведмеді, що живуть на материку, досить великого розміру, а ось популяція на острові Хоккайдо є однією з найменших північних форм бурого ведмедя.                                                                    |
| Ursus arctos syriacus — ведмідь бурий сирійський                         |            | Західна Азія | Ведмідь середнього або дрібного розміру з маленькими кігтями. Забарвлення хутра світло-русяве. |
| †Ursus arctos priscus — ведмідь бурий степовий                           |            | Існував на території Європи у плейстоцені. Рештки виявлені у печерах Словаччини.                                     | |

### Неарктичні підвиди
| Підвид                                                     | Зображення | Поширення                                              | Коментар |
| ---------------------------------------------------------- | ---------- | ------------------------------------------------------ | --- |
| †Ursus arctos californicus — ведмідь бурий каліфорнійський |            | Каліфорнія. Останнього ведмедя застрелили в 1922 році. | Ведмідь великого розміру з каштановим хутром та широкою мордою. |
| Ursus arctos dalli — ведмідь бурий острова Далл            |            | Острів Далл, Аляска.                                   | |
| Ursus arctos gyas — ведмідь бурий аляскинський             |            | Аляска.                                                | |
| Ursus arctos horribilis — грізлі                           |            | Північна Америка.                                      | Хутро коричневе зі сріблястими кінчиками. Розміри мінливі. |
| Ursus arctos middendorffi — ведмідь бурий кадьяцький       |            | Острови Кадьяк, Афоньяк, Шуяк                          | Найбільший підвид бурого ведмедя. Вага тіла сягає 300—600 кг. Хутро коричневе. |
| Ursus arctos sitkensis                                     |            | острови Адміралтейський, Баранова і Чичагова           | Ймовірно, він більше пов'язаний з білим ведмедем, ніж з іншими бурими ведмедями, хоча має найтемніше забарвлення серед ведмедів Північної Америки. За розмірами тіла схожий до ведмедів грізлі з Аляски. |
| Ursus arctos stikeenensis                                  |            | Британська Колумбія                                    | |

### Невалідні підвиди
| Підвид                                                | Зображення | Поширення                                                                            | Коментар                                                             |
| ----------------------------------------------------- | ---------- | ------------------------------------------------------------------------------------ | -------------------------------------------------------------------- |
| Ursus arctos gobiensis — ведмідь бурий гобійський     |            | Пустеля Гобі. У природі залишилось 20 особин.                                        | Зараз вважається реліктовою популяцією тянь-шанського бурого ведмедя |
| Ursus arctos marsicanus — ведмідь бурий марсіканський |            | Центральна Італія. У природі залишилося 50-80 представників підвиду                  | Зараз відноситься до номінального підвиду Ursus arctos arctos        |
| †Ursus arctos nelsoni — грізлі мексиканський          |            | †Північна Мексика, південні штати США. Вимер у 1964 році                             | Відноситься до грізлі                                                |
| Ursus arctos pyrenaicus — ведмідь бурий піренейський  |            | Іспанія, Португалія. Станом на 2014 рік чисельність популяції становила 300 ведмедів | Зараз відноситься до номінального підвиду Ursus arctos arctos        |